# Свети Пантелеймон (Аниксия)
„Свети Пантелеймон“ (на гръцки: Ιερός Ναός Αγίου Παντελεήμονος) е православна църква в сярското село Аниксия (Канджа), Егейска Македония, Гърция, енорийски храм на Сярската и Нигритска епархия на Вселенската патриаршия.

## История
Църквата е разположена в центъра на селото. Изградена е в 1932 година. По време на германската окупация през Втората световна война е три пъти опустошавана. Построена е отново в 1972 година. Пострадва значително в земетресението от 1978 година и е построена нанаво.
Към енорията принадлежат и храмовете „Света Богородица Вратарница“, „Свети Безсребреници“ и „Св. св. Рафаил, Николай и Ирина“.